# Eoobolus
Eoobolus — викопний рід плечоногих монотипової родини Eoobolidae, що існував у кінці кембрійського періоду, 516—501 млн років тому. Скам'янілі рештки представників роду знайдено в Північній Америці, Європі, Китаї та Антарктиді.

## Види
- Eoobolus elatus
- Eoobolus priscus
- Eoobolus shaanxiensis
- Eoobolus viridis